# Do piachu
Do piachu – dramat Tadeusza Różewicza pisany w latach 1955-1972, opublikowany po raz pierwszy na łamach miesięcznika „Dialog” w lutym 1979 r.

## Fabuła
Do piachu opowiada historię partyzanckiego oddziału AK podczas II wojny światowej. Akcja toczy się jesienią 1944 r. Główną postacią sztuki jest wiejski parobek Waluś, który za współuczestnictwo w napadzie na plebanię i gwałcie zostaje uwięziony w tzw. budzie i skazany na karę śmierci przez rozstrzelanie. W finalnej scenie tuż przed wykonaniem wyroku Waluś odmawia modlitwę Ojcze nasz, jednocześnie defekując pod siebie.

## Historia utworu
Pomysł na Do piachu narodził się w 1948 r., jednak faktyczną pracę nad utworem Różewicz rozpoczął w 1955 r. Dzieło było pierwotnie zamierzony jako powieść partyzancka pod roboczym tytułem Głupi Waluś, jednak w trakcie prac nad utworem Różewicz zmienił zamysł i zdecydował się na napisanie dramatu. Po napisaniu sztuki w 1972 r. jej publikację przez 7 lat wstrzymywała cenzura.
Prapremiera dramatu w reżyserii Tadeusza Łomnickiego miała miejsce w Teatrze na Woli 29 marca 1979 r. Przygotowania do wystawienia sztuki trwały od grudnia 1978 r.. Ze względu na kontrowersje, jakie wzbudził spektakl, został on wycofany z udziału w Festiwalu Polskich Sztuk Współczesnych we Wrocławiu. Po ośmiu miesiącach od dnia premiery na prośbę Różewicza Do piachu zostało zdjęte z afisza.
Na podstawie utworu Kazimierz Kutz zrealizował spektakl Teatru Telewizji, który swoją premierę miał we wrześniu 1990 r. Przedstawienie zaliczane jest do grona 100 najlepszych spektakli Teatru Telewizji. Konsekwencją spektaklu była dymisja Kutza z funkcji dyrektora krakowskiego oddziału TVP3, któremu zarzucono „brak patriotyzmu i niszczenie narodowych wartości”. 
Po raz trzeci Do piachu w reżyserii Janusza Opryńskiego i Witolda Mazurkiewicza zostało wystawione przez Teatr Provisorium w 2003 r.

## Recepcja
Sztuka została negatywnie przyjęta przez krytykę. Wystawienie dramatu zaowocowało protestami ze strony środowisk kombatanckich, a także zwolenników ówczesnego ustroju. Powszechnej krytykowano m.in. pojawiające się w utworze wątki skatologiczne. 
Interpretatorów dzieła dzieliło podejście do postaci Walusia, w którym niektórzy widzieli postać tragiczną, inni zaś argumentowali, że nie spełnia on znamion bohatera tragicznego. 
Do piachu zostało uznane przez Jana Kotta za jeden z trzech najważniejszych  dramatów w powojennej Posce obok Antygony w Nowym Jorku Janusza Głowackiego i Emigrantów Sławomira Mrożka. 